# Paul Burgermeister
Paul Burgermeister, genannt von Deizisau (* 30. März 1661 in Geislingen an der Steige; † 30. März 1719 in Esslingen am Neckar), war ein deutscher Jurist.

## Leben
Paul Burgermeister war ein Sohn von Johann Paul Burgermeister und dessen Gattin Anna, geb. Fincken. Er erlitt mehrere Unfälle, den ersten schon als Kleinkind, als er aus einem „Gütschlein herauß“ auf einen Stein geschleudert wurde und sich dabei die Hüfte verrenkte. Später folgten weitere Stürze, einer vom Pferd, einer von einem Gesims. Offenbar ließen diese Unglücksfälle bleibende Schäden zurück. Er besuchte das Gymnasium in Ulm und studierte ab 1680 in Wittenberg, später in Marburg und Straßburg. 1687 heiratete er Maria Dorothea Schloßberger. Seine leibliche Tochter starb früh, sein Sohn wurde tot geboren, fünf Stieftöchter dagegen überlebten das frühe Kindesalter. Am 25. Oktober 1701 brannte sein Wohnhaus in Esslingen ab; es wurde 1702 durch das Haus Hafenmarkt 7 ersetzt. 1709 starb seine erste Ehefrau an einem Schlaganfall. Er heiratete später Helena Sophia Gruner, mit der er zwei Kinder bekam.
Paul Burgermeister war Rechtskonsulent der Freien Reichsritterschaft in Schwaben und Kocher, ferner Bürgermeister von Esslingen und Hospitalvogt. Er erfreute sich wahrscheinlich zeitlebens nicht bester Gesundheit, suchte schließlich ärztliche Hilfe und schöpfte daraufhin neue Hoffnung, starb aber wohl an einer Lungenentzündung.
Seine Leichenpredigt hielt Ludwig Carl Ditzinger. Sie wurde unter dem Titel Die versüssete Todes-Bitterkeit Durch Versicherung Paradisischer Himmels-Freud. Auß Lucae XXIII, v. 43 gedruckt. In dieser Predigt werden die Krankheitssymptome, die schließlich zu Burgermeisters Tod führten, wie folgt geschildert: „Indeme/ nach häuffigen Fatiquen und allerley darzu gekommenen neuen Fastidien und odiosen Strittigkeiten/ ein neues Rezidiv sich ereignete/ und zwar mit solcher Vehemenz, daß neben dem febrilichen Schauer und Hitze/ eine unangeheme Trückne und höchst beschwerlicher kurzer Athem Ihn von Tag zu Tag so sehr ermattete/daß [...] er endlich sich des Lebens besorgen musste. [...] Wie er denn auch daraufhin in einen tödtlichen Schlummer verfiel [...]“